# Grand Prix automobile d'Italie 1977

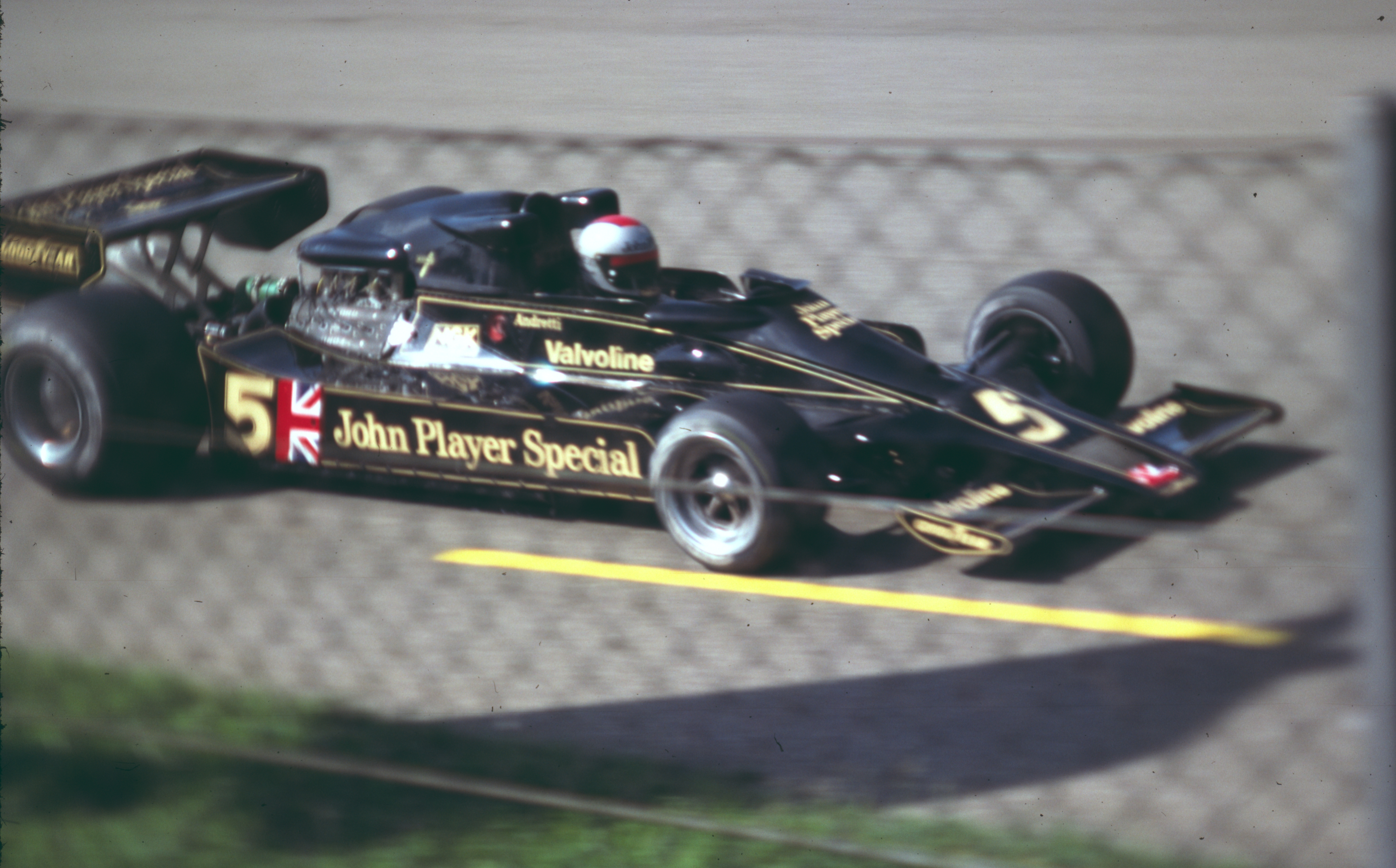
Monza 1977 - Mario Andretti - Vainqueur et Recordman du tour

Résultats du Grand Prix d'Italie de Formule 1 1977 qui a eu lieu sur le circuit de Monza le 11 septembre 1977.

## Classement
| Pos  | N° | Pilote                | Écurie              | Tours | Temps/Abandon      | Grille | Points |
| ---- | -- | --------------------- | ------------------- | ----- | ------------------ | ------ | ------ |
| 1    | 5  | Mario Andretti        | Lotus-Ford          | 52    | 1 h 27 min 50 s 30 | 4      | 9      |
| 2    | 11 | Niki Lauda            | Ferrari             | 52    | +16 s 96           | 5      | 6      |
| 3    | 17 | Alan Jones            | Shadow-Ford         | 52    | +23 s 63           | 16     | 4      |
| 4    | 2  | Jochen Mass           | McLaren-Ford        | 52    | +28 s 48           | 9      | 3      |
| 5    | 22 | Clay Regazzoni        | Ensign-Ford         | 52    | +30 s 11           | 2      | 2      |
| 6    | 3  | Ronnie Peterson       | Tyrrell-Ford        | 52    | + 1 min 19 s 22    | 12     | 1      |
| 7    | 27 | Patrick Nève          | March-Ford          | 50    | + 2 tours          | 24     |        |
| 8    | 26 | Jacques Laffite       | Ligier-Matra        | 50    | + 2 tours          | 8      |        |
| 9    | 24 | Rupert Keegan         | Hesketh-Ford        | 48    | + 4 tours          | 23     |        |
| Abd. | 10 | Ian Scheckter         | March-Ford          | 41    | Transmission       | 17     |        |
| Abd. | 12 | Carlos Reutemann      | Ferrari             | 39    | Sortie de piste    | 2      |        |
| Abd. | 16 | Riccardo Patrese      | Shadow-Ford         | 39    | Sortie de piste    | 6      |        |
| Abd. | 14 | Bruno Giacomelli      | McLaren-Ford        | 38    | Moteur             | 15     |        |
| Abd. | 8  | Hans-Joachim Stuck    | Brabham-Alfa Romeo  | 31    | Moteur             | 11     |        |
| Abd. | 1  | James Hunt            | McLaren-Ford        | 26    | Sortie de piste    | 1      |        |
| Abd. | 4  | Patrick Depailler     | Tyrrell-Ford        | 24    | Moteur             | 13     |        |
| Abd. | 20 | Jody Scheckter        | Wolf-Ford           | 23    | Moteur             | 3      |        |
| Abd. | 15 | Jean-Pierre Jabouille | Renault             | 23    | Moteur             | 20     |        |
| Abd. | 34 | Jean-Pierre Jarier    | Penske-Ford         | 19    | Moteur             | 18     |        |
| Abd. | 23 | Patrick Tambay        | Ensign-Ford         | 9     | Moteur             | 21     |        |
| Abd. | 19 | Vittorio Brambilla    | Surtees-Ford        | 5     | Accident           | 10     |        |
| Abd. | 6  | Gunnar Nilsson        | Lotus-Ford          | 4     | Suspension         | 22     |        |
| Abd. | 30 | Brett Lunger          | McLaren-Ford        | 4     | Moteur             | 19     |        |
| Abd. | 7  | John Watson           | Brabham-Alfa Romeo  | 3     | Accident           | 14     |        |
| Nq.  | 9  | Alex Ribeiro          | March-Ford          |       | Non qualifié       |        |        |
| Nq.  | 28 | Emerson Fittipaldi    | Copersucar-Ford     |       | Non qualifié       |        |        |
| Nq.  | 18 | Lamberto Leoni        | Surtees-Ford        |       | Non qualifié       |        |        |
| Nq.  | 38 | Brian Henton          | Boro-Ford           |       | Non qualifié       |        |        |
| Nq.  | 36 | Emilio de Villota     | McLaren-Ford        |       | Non qualifié       |        |        |
| Nq.  | 25 | Ian Ashley            | Hesketh-Ford        |       | Non qualifié       |        |        |
| Nq.  | 35 | Teddy Pilette         | BRM                 |       | Non qualifié       |        |        |
| Nq.  | 33 | Hans Binder           | Penske-Ford         |       | Non qualifié       |        |        |
| Nq.  | 41 | Loris Kessel          | Apollon Racing-Ford |       | Non qualifié       |        |        |
| Nq.  | 21 | Giorgio Francia       | Brabham-Alfa Romeo  |       | Non qualifié       |        |        |
| Np.  | 39 | Héctor Rebaque        | Hesketh-Ford        |       | Forfait            |        |        |
| Np.  | 37 | Arturo Merzario       | March-Ford          |       | Forfait            |        |        |

Légende :
- Abd.=Abandon

## Pole position et record du tour
- Pole position : James Hunt en 1 min 38 s 08 (vitesse moyenne : 212,887 km/h).
- Meilleur tour en course : Mario Andretti en 1 min 39 s 1 au 31e tour (vitesse moyenne : 210,696 km/h).

## Tours en tête
- Jody Scheckter : 9 (1-9)
- Mario Andretti : 43 (10-52)

## À noter
- 6e victoire pour Mario Andretti.
- 63e victoire pour Lotus en tant que constructeur.
- 105e victoire pour Ford Cosworth en tant que motoriste.
- Dernier engagement en Grand Prix pour l'écurie Boro (non-qualification).
- Unique participation en GP pour l'écurie Apollon Racing (non-qualification).
- À l'issue de cette course, Ferrari est championne du monde des constructeurs.